# Chypre aux Jeux olympiques d'été de 2024
Chypre participe aux Jeux olympiques de 2024 à Paris. Il s'agit de sa 12e participation à des Jeux olympiques d'été.
En juillet 2024, les athlètes Milan Trajkovic et Elena Kulichenko sont nommés porte-drapeau de la délégation chypriote.
Pávlos Kontídis remporte une médaille d'argent en voile, pour la seconde fois après celle remportée lors des Jeux olympiques de 2012. Il s'agit de la deuxième médaille olympique de l'histoire de Chypre.

## Nombre d’athlètes qualifiés par sport
Voici la liste des qualifiés et sélectionnés chypriotes par sport (remplaçants compris) :
| Sport                                 | Hommes | Femmes | Total |
| ------------------------------------- | ------ | ------ | ----- |
| Athlétisme                            | 1      | 2      | 3     |
| Cyclisme                              | -      | 1      | 1     |
| Escrime                               | 1      | -      | 1     |
| Gymnastique - Artistique - Rythimique | 1 -    | - 1    | 2     |
| Judo                                  | -      | 1      | 1     |
| Natation sportive                     | 1      | 1      | 2     |
| Tir                                   | -      | 1      | 1     |
| Voile                                 | 2      | 2      | 4     |
| Total                                 | 6      | 9      | 15    |

## Bilan général
| Sport | Médaille d'or, Jeux olympiques | Médaille d'argent, Jeux olympiques | Médaille de bronze, Jeux olympiques | Total | Rang pays |
| ----- | ------------------------------ | ---------------------------------- | ----------------------------------- | ----- | --------- |
| Voile | 0                              | 1                                  | 0                                   | 1     |           |
| Total | 1                              | 1                                  | 1                                   | 1     | 74        |

| Jour   | Médaille d'or, Jeux olympiques | Médaille d'argent, Jeux olympiques | Médaille de bronze, Jeux olympiques | Total |
| ------ | ------------------------------ | ---------------------------------- | ----------------------------------- | ----- |
| 7 août | 0                              | 1                                  | 0                                   | 1     |
| Total  | 0                              | 1                                  | 0                                   | 1     |

| Sexe   | Médaille d'or, Jeux olympiques | Médaille d'argent, Jeux olympiques | Médaille de bronze, Jeux olympiques | Total |
| ------ | ------------------------------ | ---------------------------------- | ----------------------------------- | ----- |
| Hommes | 0                              | 1                                  | 0                                   | 1     |
| Femmes | -                              | -                                  | -                                   | -     |
| Mixte  | -                              | -                                  | -                                   | -     |
| Total  | 0                              | 1                                  | 0                                   | 1     |

## Médaillés
| Sport | Discipline     | Athlète(s)      | Performance | Date        |
| ----- | -------------- | --------------- | ----------- | ----------- |
| Voile | Laser - Hommes | Pávlos Kontídis | 20:10 min   | 7 août 2024 |

## Résultats

### Athlétisme

#### Hommes
| Athlètes        | Épreuve     | Premier tour (ou tour préliminaire) | Premier tour (ou tour préliminaire) | Repêchage (ou premier tour) | Repêchage (ou premier tour) | Demi-finales | Demi-finales | Finale  | Finale  |
| Athlètes        | Épreuve     | Temps                               | Rang                                | Temps                       | Rang                        | Temps        | Rang         | Temps   | Rang    |
| --------------- | ----------- | ----------------------------------- | ----------------------------------- | --------------------------- | --------------------------- | ------------ | ------------ | ------- | ------- |
| Milan Trajkovic | 110 m haies | 13 s 43                             | 16e                                 | Non disputé                 | Non disputé                 | 13 s 32      | 9e           | Éliminé | Éliminé |

#### Femmes
| Athlètes          | Épreuve | Premier tour (ou tour préliminaire) | Premier tour (ou tour préliminaire) | Repêchage (ou premier tour) | Repêchage (ou premier tour) | Demi-finales | Demi-finales | Finale   | Finale   |
| Athlètes          | Épreuve | Temps                               | Rang                                | Temps                       | Rang                        | Temps        | Rang         | Temps    | Rang     |
| ----------------- | ------- | ----------------------------------- | ----------------------------------- | --------------------------- | --------------------------- | ------------ | ------------ | -------- | -------- |
| Olivia Fotopoulou | 100 m   | 11 s 50                             | 50e                                 | Éliminée                    | Éliminée                    | Éliminée     | Éliminée     | Éliminée | Éliminée |
| Olivia Fotopoulou | 200 m   | 23 s 07                             | 25e                                 | 22 s 92                     | 3e                          | 22 s 98      | 23e          | Éliminée | Éliminée |

| Athlètes         | Épreuve         | Qualification | Qualification | Finale      | Finale |
| Athlètes         | Épreuve         | Performance   | Rang          | Performance | Rang   |
| ---------------- | --------------- | ------------- | ------------- | ----------- | ------ |
| Elena Kulichenko | Saut en hauteur | 1,92m         | 7e            | 1,95m       | 7e     |

### Boxe
| Athlètes | Catégorie                   | 1/16e de finale     | 1/8e de finale      | Quart de finale     | Demi-finale         | Finale              | Rang |
| Athlètes | Catégorie                   | Adversaire Résultat | Adversaire Résultat | Adversaire Résultat | Adversaire Résultat | Adversaire Résultat | Rang |
| -------- | --------------------------- | ------------------- | ------------------- | ------------------- | ------------------- | ------------------- | ---- |
|          | Poids mouches (-51 kg)      |                     |                     |                     |                     |                     | e    |
|          | Poids plumes (-57 kg)       |                     |                     |                     |                     |                     | e    |
|          | Poids légers (-63,5 kg)     |                     |                     |                     |                     |                     | e    |
|          | Poids welters (-71 kg)      |                     |                     |                     |                     |                     | e    |
|          | Poids mi-lourds (-80 kg)    |                     |                     |                     |                     |                     | e    |
|          | Poids lourds (-92 kg)       |                     |                     |                     |                     |                     | e    |
|          | Poids super-lourds (+92 kg) |                     |                     |                     |                     |                     | e    |

| Athlètes | Catégorie              | 1/16e de finale     | 1/8e de finale      | Quart de finale     | Demi-finale         | Finale              | Rang |
| Athlètes | Catégorie              | Adversaire Résultat | Adversaire Résultat | Adversaire Résultat | Adversaire Résultat | Adversaire Résultat | Rang |
| -------- | ---------------------- | ------------------- | ------------------- | ------------------- | ------------------- | ------------------- | ---- |
|          | Poids mouches (-50 kg) |                     |                     |                     |                     |                     | e    |
|          | Poids coqs (-54 kg)    |                     |                     |                     |                     |                     | e    |
|          | Poids plumes (-57 kg)  |                     |                     |                     |                     |                     | e    |
|          | Poids légers (-60 kg)  |                     |                     |                     |                     |                     | e    |
|          | Poids welters (-66 kg) |                     |                     |                     |                     |                     | e    |
|          | Poids moyens (-75 kg)  |                     |                     |                     |                     |                     | e    |

### Cyclisme

#### Route
| Athlète            | Compétition     | Temps           | Rang |
| ------------------ | --------------- | --------------- | ---- |
| Antri Christoforou | Course en ligne | 4 h 21 min 17 s | 62e  |

### Escrime
| Athlète             | Compétition        | 1/32 de finale            | Seizièmes de finale | Huitièmes de finale | Quarts de finale | Demi-finales / Classement | Finale / Classement | Rang |
| Athlète             | Compétition        | Adversaire Score          | Adversaire Score    | Adversaire Score    | Adversaire Score | Adversaire Score          | Adversaire Score    | Rang |
| ------------------- | ------------------ | ------------------------- | ------------------- | ------------------- | ---------------- | ------------------------- | ------------------- | ---- |
| Alexander Tofalides | Fleuret individuel | Wojtkowiak Victoire 15-10 | Itkin Défaite 10-15 | Éliminné            | Éliminné         | Éliminné                  | Éliminné            | 31e  |

### Gymnastique artistique
| Athlète | Qualifications | Qualifications | Qualifications | Qualifications | Qualifications    | Qualifications | Qualifications | Qualifications | Finale   | Finale         | Finale   | Finale   | Finale            | Finale     | Finale | Finale |
| Athlète | Appareil       | Appareil       | Appareil       | Appareil       | Appareil          | Appareil       | Total          | Rang           | Appareil | Appareil       | Appareil | Appareil | Appareil          | Appareil   | Total  | Rang   |
| Athlète | Sol            | Cheval d'arçon | Anneaux        | Saut           | Barres parallèles | Barre fixe     | Total          | Rang           | Sol      | Cheval d'arçon | Anneaux  | Saut     | Barres parallèles | Barre fixe | Total  | Rang   |
| ------- | -------------- | -------------- | -------------- | -------------- | ----------------- | -------------- | -------------- | -------------- | -------- | -------------- | -------- | -------- | ----------------- | ---------- | ------ | ------ |
|         |                |                |                |                |                   |                |                | e              |          |                |          |          |                   |            | -      | -      |
|         |                |                |                |                |                   |                |                | e              |          |                |          |          |                   |            | -      | -      |
|         |                |                |                |                |                   |                |                | e              |          |                |          |          |                   |            | -      | -      |
|         |                |                |                |                |                   |                |                | e              |          |                |          |          |                   |            | -      | -      |
| Total   |                |                |                |                |                   |                |                | e              |          |                |          |          |                   |            |        | e      |

| Athlète | Compétition       | Qualifications | Qualifications | Qualifications | Qualifications | Qualifications    | Qualifications | Qualifications | Qualifications | Finale   | Finale         | Finale   | Finale   | Finale            | Finale     | Finale | Finale |
| Athlète | Compétition       | Appareil       | Appareil       | Appareil       | Appareil       | Appareil          | Appareil       | Total          | Rang           | Appareil | Appareil       | Appareil | Appareil | Appareil          | Appareil   | Total  | Rang   |
| Athlète | Compétition       | Sol            | Cheval d'arçon | Anneaux        | Saut           | Barres parallèles | Barre fixe     | Total          | Rang           | Sol      | Cheval d'arçon | Anneaux  | Saut     | Barres parallèles | Barre fixe | Total  | Rang   |
| ------- | ----------------- | -------------- | -------------- | -------------- | -------------- | ----------------- | -------------- | -------------- | -------------- | -------- | -------------- | -------- | -------- | ----------------- | ---------- | ------ | ------ |
|         | Concours général  |                |                |                |                |                   |                |                | e              |          |                |          |          |                   |            |        | e      |
|         | Sol               |                | -              | -              | -              | -                 | -              | -              | e              |          | -              | -        | -        | -                 | -          | -      | e      |
|         | Cheval d'arçons   | -              |                | -              | -              | -                 | -              | -              | e              | -        |                | -        | -        | -                 | -          | -      | e      |
|         | Anneaux           | -              | -              |                | -              | -                 | -              | -              | e              | -        | -              |          | -        | -                 | -          | -      | e      |
|         | Saut de cheval    | -              | -              | -              |                | -                 | -              | -              | e              | -        | -              | -        |          | -                 | -          | -      | e      |
|         | Barres parallèles | -              | -              | -              | -              |                   | -              | -              | e              | -        | -              | -        | -        |                   | -          | -      | e      |
|         | Barre fixe        | -              | -              | -              | -              | -                 |                | -              | e              | -        | -              | -        | -        | -                 |            | -      | e      |

| Athlète | Qualifications | Qualifications      | Qualifications | Qualifications | Qualifications | Qualifications | Finale   | Finale              | Finale   | Finale   | Finale | Finale |
| Athlète | Appareil       | Appareil            | Appareil       | Appareil       | Total          | Rang           | Appareil | Appareil            | Appareil | Appareil | Total  | Rang   |
| Athlète | Saut           | Barres asymétriques | Poutre         | Sol            | Total          | Rang           | Saut     | Barres asymétriques | Poutre   | Sol      | Total  | Rang   |
| ------- | -------------- | ------------------- | -------------- | -------------- | -------------- | -------------- | -------- | ------------------- | -------- | -------- | ------ | ------ |
|         |                |                     |                |                |                | e              |          |                     |          |          | -      | -      |
|         |                |                     |                |                |                | e              |          |                     |          |          | -      | -      |
|         |                |                     |                |                |                | e              |          |                     |          |          | -      | -      |
|         |                |                     |                |                |                | e              |          |                     |          |          | -      | -      |
| Total   |                |                     |                |                |                | e              |          |                     |          |          |        | e      |

| Athlète | Compétition         | Qualifications | Qualifications      | Qualifications | Qualifications | Qualifications | Qualifications | Finale   | Finale              | Finale   | Finale   | Finale | Finale |
| Athlète | Compétition         | Appareil       | Appareil            | Appareil       | Appareil       | Total          | Rang           | Appareil | Appareil            | Appareil | Appareil | Total  | Rang   |
| Athlète | Compétition         | Saut           | Barres asymétriques | Poutre         | Sol            | Total          | Rang           | Saut     | Barres asymétriques | Poutre   | Sol      | Total  | Rang   |
| ------- | ------------------- | -------------- | ------------------- | -------------- | -------------- | -------------- | -------------- | -------- | ------------------- | -------- | -------- | ------ | ------ |
|         | Concours général    |                |                     |                |                |                | e              |          |                     |          |          |        | e      |
|         | Saut de cheval      |                | -                   | -              | -              | -              | e              |          | -                   | -        | -        | -      | e      |
|         | Barres asymétriques | -              |                     | -              | -              | -              | e              | -        |                     | -        | -        | -      | e      |
|         | Poutre              | -              | -                   |                | -              | -              | e              | -        | -                   |          | -        | -      | e      |
|         | Sol                 | -              | -                   | -              |                | -              | e              | -        | -                   | -        |          | -      | e      |

### Gymnastique rythmique
| Athlète | Qualification | Qualification | Qualification | Qualification | Qualification | Qualification | Finale | Finale | Finale | Finale | Finale | Finale |
| Athlète |               |               |               |               | Total         | Rang          |        |        |        |        | Total  | Rang   |
| ------- | ------------- | ------------- | ------------- | ------------- | ------------- | ------------- | ------ | ------ | ------ | ------ | ------ | ------ |
|         |               |               |               |               |               | e             |        |        |        |        |        | e      |

| Athlètes | Qualification | Qualification | Qualification | Qualification | Finale | Finale | Finale | Finale |
| Athlètes | 5             | 3 + 2         | Total         | Rang          | 5      | 3 + 2  | Total  | Rang   |
| -------- | ------------- | ------------- | ------------- | ------------- | ------ | ------ | ------ | ------ |
|          |               |               |               | e             |        |        |        | e      |

| Athlète | Compétition     | Arraché  | Arraché | Épaulé-jeté | Épaulé-jeté | Total | Rang |
| Athlète | Compétition     | Résultat | Rang    | Résultat    | Rang        | Total | Rang |
| ------- | --------------- | -------- | ------- | ----------- | ----------- | ----- | ---- |
|         | Moins de 61 kg  | kg       | e       | kg          | e           | kg    | e    |
|         | Moins de 73 kg  | kg       | e       | kg          | e           | kg    | e    |
|         | Moins de 89 kg  | kg       | e       | kg          | e           | kg    | e    |
|         | Moins de 102 kg | kg       | e       | kg          | e           | kg    | e    |
|         | Plus de 102 kg  | kg       | e       | kg          | e           | kg    | e    |

| Athlète | Compétition    | Arraché  | Arraché | Épaulé-jeté | Épaulé-jeté | Total | Rang |
| Athlète | Compétition    | Résultat | Rang    | Résultat    | Rang        | Total | Rang |
| ------- | -------------- | -------- | ------- | ----------- | ----------- | ----- | ---- |
|         | Moins de 49 kg | kg       | e       | kg          | e           | kg    | e    |
|         | Moins de 59 kg | kg       | e       | kg          | e           | kg    | e    |
|         | Moins de 71 kg | kg       | e       | kg          | e           | kg    | e    |
|         | Moins de 81 kg | kg       | e       | kg          | e           | kg    | e    |
|         | Plus de 81 kg  | kg       | e       | kg          | e           | kg    | e    |

| Épreuve          | Premier tour     | Premier tour     | Premier tour     | Premier tour     | Premier tour     | Premier tour | Quart de finale  | Demi-finale      | Finale / MB      | Rang |
| Épreuve          | Adversaire Score | Adversaire Score | Adversaire Score | Adversaire Score | Adversaire Score | Rang         | Adversaire Score | Adversaire Score | Adversaire Score | Rang |
| ---------------- | ---------------- | ---------------- | ---------------- | ---------------- | ---------------- | ------------ | ---------------- | ---------------- | ---------------- | ---- |
| Tournoi masculin |                  |                  |                  |                  |                  | e            |                  |                  |                  | e    |
| Tournoi féminin  |                  |                  |                  |                  |                  | e            |                  |                  |                  | e    |

### Judo
| Athlète | Compétition     | 1er tour            | 2e tour             | Quart de finale     | Demi-finale         | Repêchage           | Finale / CB         | Rang |
| Athlète | Compétition     | Adversaire Résultat | Adversaire Résultat | Adversaire Résultat | Adversaire Résultat | Adversaire Résultat | Adversaire Résultat | Rang |
| ------- | --------------- | ------------------- | ------------------- | ------------------- | ------------------- | ------------------- | ------------------- | ---- |
|         | Moins de 60 kg  |                     |                     |                     |                     |                     |                     | e    |
|         | Moins de 66 kg  |                     |                     |                     |                     |                     |                     | e    |
|         | Moins de 73 kg  |                     |                     |                     |                     |                     |                     | e    |
|         | Moins de 81 kg  |                     |                     |                     |                     |                     |                     | e    |
|         | Moins de 90 kg  |                     |                     |                     |                     |                     |                     | e    |
|         | Moins de 100 kg |                     |                     |                     |                     |                     |                     | e    |
|         | Plus de 100 kg  |                     |                     |                     |                     |                     |                     | e    |

| Athlète | Compétition    | 1er tour            | 2e tour             | Quart de finale     | Demi-finale         | Repêchage           | Finale / CB         | Rang |
| Athlète | Compétition    | Adversaire Résultat | Adversaire Résultat | Adversaire Résultat | Adversaire Résultat | Adversaire Résultat | Adversaire Résultat | Rang |
| ------- | -------------- | ------------------- | ------------------- | ------------------- | ------------------- | ------------------- | ------------------- | ---- |
|         | Moins de 48 kg |                     |                     |                     |                     |                     |                     | e    |
|         | Moins de 52 kg |                     |                     |                     |                     |                     |                     | e    |
|         | Moins de 57 kg |                     |                     |                     |                     |                     |                     | e    |
|         | Moins de 63 kg |                     |                     |                     |                     |                     |                     | e    |
|         | Moins de 70 kg |                     |                     |                     |                     |                     |                     | e    |
|         | Moins de 78 kg |                     |                     |                     |                     |                     |                     | e    |
|         | Plus de 78 kg  |                     |                     |                     |                     |                     |                     | e    |

| Athlètes | Huitième de finale  | Quart de finale     | Demi-finale         | Repêchage           | Finale / CB         | Rang |
| Athlètes | Adversaire Résultat | Adversaire Résultat | Adversaire Résultat | Adversaire Résultat | Adversaire Résultat | Rang |
| -------- | ------------------- | ------------------- | ------------------- | ------------------- | ------------------- | ---- |
|          |                     |                     |                     |                     |                     | e    |

### Natation
| Athlète          | Épreuve          | Séries  | Séries | Demi-finales | Demi-finales | Finale  | Finale  |
| Athlète          | Épreuve          | Temps   | Rang   | Temps        | Rang         | Temps   | Rang    |
| ---------------- | ---------------- | ------- | ------ | ------------ | ------------ | ------- | ------- |
| Nikolas Antoniou | 100 m nage libre | 50 s 35 | 43e    | Éliminé      | Éliminé      | Éliminé | Éliminé |

| Athlète        | Épreuve          | Séries  | Séries | Demi-finales | Demi-finales | Finale   | Finale   |
| Athlète        | Épreuve          | Temps   | Rang   | Temps        | Rang         | Temps    | Rang     |
| -------------- | ---------------- | ------- | ------ | ------------ | ------------ | -------- | -------- |
| Kalia Antoniou | 100 m nage libre | 54 s 75 | 18e    | Éliminée     | Éliminée     | Éliminée | Éliminée |

### Tir
| Tireuses            | Compétition | Qualification | Qualification | Finale   | Finale   |
| Tireuses            | Compétition | Points        | Rang          | Points   | Rang     |
| ------------------- | ----------- | ------------- | ------------- | -------- | -------- |
| Konstantia Nikolaou | Skeet       | 116           | 20e           | Éliminée | Éliminée |

### Voile
Nota : le résultat barré est le plus mauvais de l’athlète concerné. Il n’est pas pris en compte dans le total.
| Athlètes | Compétition  | Régates | Régates | Régates | Régates | Régates | Régates | Régates | Régates | Régates | Régates | Régates     | Régates     | Régates | Total net | Classement |
| Athlètes | Compétition  | 1       | 2       | 3       | 4       | 5       | 6       | 7       | 8       | 9       | 10      | 11          | 12          | CM      | Total net | Classement |
| -------- | ------------ | ------- | ------- | ------- | ------- | ------- | ------- | ------- | ------- | ------- | ------- | ----------- | ----------- | ------- | --------- | ---------- |
|          | Laser        |         |         |         |         |         |         |         |         |         |         | non disputé | non disputé |         |           | e          |
|          | 49er         |         |         |         |         |         |         |         |         |         |         |             |             |         |           | e          |
|          | IQFoil       |         |         |         |         |         |         |         |         |         |         |             |             |         |           | e          |
|          | Formula Kite |         |         |         |         |         |         |         |         |         |         |             |             |         |           | e          |

| Athlètes | Compétition  | Régates | Régates | Régates | Régates | Régates | Régates | Régates | Régates | Régates | Régates | Régates     | Régates     | Régates | Total net | Classement |
| Athlètes | Compétition  | 1       | 2       | 3       | 4       | 5       | 6       | 7       | 8       | 9       | 10      | 11          | 12          | CM      | Total net | Classement |
| -------- | ------------ | ------- | ------- | ------- | ------- | ------- | ------- | ------- | ------- | ------- | ------- | ----------- | ----------- | ------- | --------- | ---------- |
|          | Laser Radial |         |         |         |         |         |         |         |         |         |         | non disputé | non disputé |         |           | e          |
|          | 49er FX      |         |         |         |         |         |         |         |         |         |         |             |             |         |           | e          |
|          | IQFoil       |         |         |         |         |         |         |         |         |         |         |             |             |         |           | e          |
|          | Formula Kite |         |         |         |         |         |         |         |         |         |         |             |             |         |           | e          |

| Athlètes | Compétition | Régates | Régates | Régates | Régates | Régates | Régates | Régates | Régates | Régates | Régates | Régates     | Régates     | Régates | Total net | Classement |
| Athlètes | Compétition | 1       | 2       | 3       | 4       | 5       | 6       | 7       | 8       | 9       | 10      | 11          | 12          | CM      | Total net | Classement |
| -------- | ----------- | ------- | ------- | ------- | ------- | ------- | ------- | ------- | ------- | ------- | ------- | ----------- | ----------- | ------- | --------- | ---------- |
|          | Nacra 17    |         |         |         |         |         |         |         |         |         |         |             |             |         |           | e          |
|          | 470         |         |         |         |         |         |         |         |         |         |         | non disputé | non disputé |         |           | e          |